# Jessica Coch
Jessica Coch (Puebla, Mexikó, 1979. november 4. –) mexikói színésznő.

## Élete és pályafutása
1979. november 4-én született, argentin és mexikói származású szülőktől.
A Televisa központi színészképzőjében 1996-ban kezdett. Código postal generáció tagjaként eleinte kisebb szerepeket játszott, például a Rebeldében. Játszott az Alborada című sorozatban, mint negatív karakter és főgonosz Johanna. Azt tartják, hogy későbbi gonosz szerepeinek megalapozója volt ez a munka. Ennek a sorozatnak köszönheti szerelmét, José Ront, akivel a kapcsolata rövid ideig tartott és a sors többször is összehozta vele. 
2007-ben a Palabra de mujer című sorozatban, 2008-ban pedig a Juro que te amó-ban dolgozott, ismét Ron oldalán. 2009-ben megkapta Renata szerepét Az én bűnöm című telenovellában, ahol egy nagyon összetett karaktere volt, mely hasonlított egy későbbi szerepére, Robertára. Ebben a sorozatban ismerte meg Maite Perronit, akivel életre szóló barátságot kötöttek. Perroni Coch koszorúslánya volt, Coch pedig elkísérte őt a Triunfo del amor prezentációjára. Újabb gonosz karaktere Roberta volt a Időtlen szerelem című sorozatban, 2010–2011-ben. A főcímdalt Enrique Iglesias énekelte és Coch Silvia Navarro, Juan Soler, Rocío Banquells, Sebastián Zurita mellett játszott. Állítása szerint nem zavarja az, hogy rengeteg gonosz karaktere volt. 
2012-ben szerepet kapott a Menekülés a szerelembe című sorozatban Gabriel Soto, Zuria Vega, Laura Flores és Frances Ondiviela mellett, ahol a főgonosz, Gala Villavicencio szerepét játszotta. 2014-ben megkapta Tania szerepét a Fiorella című sorozatban, 2015-ben pedig a Paloma című sorozatban alakította Tamara Altamirano de Lópezreina / Monalisa karakterét. 
2017-ben a Mi marido tiene familia című telenovellában szerepelt, Marisolt alakítva. Ugyanez év decemberében megnyitotta saját edzőtermét Mexikóvárosban, JC Fitness néven. 2018-ban a Tenías que ser tú című teleregényben tűnt fel, Mariela szerepében. Ugyancsak ebben az évben a Divinas című színházi darabban szerepelt, valamint az Inagotable amor című teleregényben, Sonia Cárdenasként tűnt fel, amely 2019-ben került képernyőre.

## Filmográfia

### Televíziós sorozatok
| Év        | Eredeti cím                       | Magyar cím             | Szerep | Magyar hang       |
| --------- | --------------------------------- | ---------------------- | --- | ----------------- |
| 2006–2007 | Código Postal                     |                        | Juana "Joanna" Villarreal                                                                                                |                   |
| 2007–2008 | Palabra de mujer                  |                        | María Inés Castrejón |                   |
| 2008–2009 | Juro Que Te Amo                   |                        | Cristina de Urbina |                   |
| 2009      | S.O.S.: Sexo y otros secretos     |                        | |                   |
| 2009      | Mi pecado                         | Az én bűnöm            | Renata Valencia | Mezei Kitty       |
| 2010–2011 | Cuando me enamoro                 | Időtlen szerelem       | Roberta Gamba Álvarez / Roberta Álvarez Martínez / Roberta Monterrubio Álvarez / Roberta Monterrubio Soberón 'La Bonita' | Solecki Janka     |
| 2011      | Malpaís                           |                        | María Carranza |                   |
| 2012      | Un Refugio para el amor           | Menekülés a szerelembe | Gala Villavicencio de Torreslanda                                                                                        | Pikali Gerda      |
| 2014–2015 | Muchacha Italiana viene a casarse | Fiorella               | Tania Casanova | Nemes Takách Kata |
| 2015      | Amor de Barrio                    | Paloma                 | Tamara/Mona Lisa Altamirano                                                                                              | F. Nagy Erika     |
| 2017      | Mi marido tiene familia           |                        | Marisol Córcega |                   |
| 2023      | Los 50                            |                        | Önmaga |                   |
| 2024      | El Conde: Amor y honor            |                        | Leticia de Gallardo |                   |

## Színház
- PQLHAALC
- Chicas católicas...
- Tu Tampoco Eres Normal

## Díjak és jelölések
TVyNovelas-díj
| Év   | Kategória                  | Teleregény       | Eredmény |
| ---- | -------------------------- | ---------------- | -------- |
| 2011 | Legjobb női mellékszereplő | Időtlen szerelem | Jelölve  |